# Мусаев, Мадер Алескер оглы
Мадер Алескер оглы Мусаев (азерб. Musayev Madər Ələsgər oğlu; 26 ноября 1947, Баку — 14 июля 2023) — государственный и политический деятель Азербайджана.  
Депутат Милли меджлиса Азербайджана I, II, III, IV, V, VI созывов. Депутат Верховного Совета Азербайджанской ССР 12 созыва.

## Биография
Родился 26 ноября 1947 года в Баку. Окончил факультет промышленного товароведения и организации торговли Бакинского филиала Московского кооперативного института.
С 1964 года работал учеником продавца, младшим продавцом, старшим продавцом в г. Баку. С 1971 года в должности директора магазина, с 1976 года главный продавец в универсаме. С 1986 по 1995 годы начальник торгового центра "Весна" в г. Баку.
В 1990 году избран депутатом Верховного Совета Азербайджана.
Избирался депутатом Милли меджлиса Азербайджана I, II, III, IV, V, VI созывов.
Член комитета по правовой политике и государственному строительству, дисциплинарной комиссии парламента. Единственный депутат Азербайджана, который избирался во все шесть созывов Национального собрания от одного избирательного округа.
Умер 14 июля 2023 года от полиорганной недостаточности.

## Награды
- Орден «Честь» (24 ноября 2017 года) — за многолетнюю эффективную деятельность в общественно-политической жизни Aзербайджанской Республики[5].
- Орден «Слава» (23 ноября 2007 года) — за активное участие в общественно-политической жизни Азербайджанской Республики[6][7].
- Орден «За службу Отечеству» I степени (25 ноября 2022 года) — за многолетнюю плодотворную деятельность в общественно-политической жизни Азербайджанской Республики[8].